# Punktdichte

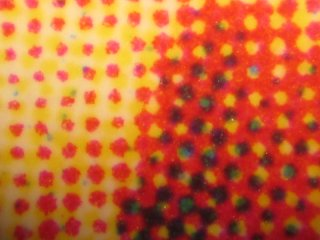
Vergrößerte Punkte des Vierfarbdruck-Halbtonrasters

Die Punktdichte, genannt auch Auflösung, ist bei der Bildreproduktion ein Maß für die Detailgenauigkeit einer gerasterten visuellen Darstellung und damit einer der Qualitätsaspekte des technischen Wiedergabeverfahrens. Punktdichten werden beispielsweise im Vierfarbdruck oder bei einer Bildschirmwiedergabe angegeben. Die häufigste Einheit ist dpi (dots per inch, englisch für „Punkte pro Zoll“).

## Einheiten
Übliche Einheiten der Punktdichte in der Praxis sind:
- dpi: dots per inch, englisch für „Punkte pro Zoll“
- dpcm bzw. dpc: dots per centimetre/centimeter, englisch für „Punkte pro Zentimeter“
- ppi: pixels per inch, englisch für „Pixel pro Zoll“
- ppcm bzw. px/cm: Pixel pro Zentimeter
- ppmm: Pixel pro Millimeter
- spi: samples per inch, englisch für „Abtastungen pro Zoll“ (z. B. Scanner)
- lpi: lines per inch, englisch für „Linien pro Zoll“
- L/cm: Linien pro Zentimeter
- Weitere Punktedichten: Von Punktdichte spricht man außerdem bei einer gerasterten Bildabtastung, zum Beispiel mittels Scanner. Auch hier ist sie einer der Qualitätsaspekte des Abtast-Verfahrens.
- Die Abkürzung HiDPI steht für eine besonders hohe Punktdichte, zum Beispiel bei Bildschirmen mit 4K-Auflösung.

Für die vom menschlichen Auge „wahrgenommene Qualität“ (visuelle Wahrnehmung) spielen neben der Punktdichte weitere Faktoren eine entscheidende Rolle, unter anderem die Farbtiefe und die Schärfe der Vorlage selbst.

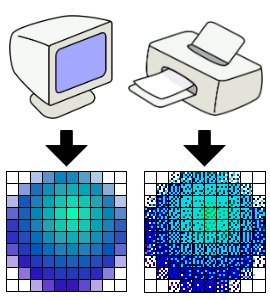
Typische Darstellungsunterschiede bei ppi und dpi

## Begriffliche Differenzierungen

### Einordnung
Die heute gebräuchliche Unterscheidung der Punktdichte in verschiedene Einheiten hat historische Ursachen. Die Universalität digitaler Bilder und ihre Verbreitung im Massenmarkt begann erst in den 1990er Jahren. Bis dahin war die Bildverarbeitung in verschiedenen Bereichen angesiedelt:
- Reprotechnik
- Fotografie
- Drucktechnik
- Fernsehtechnik
- Computergrafik

Jeder Bereich verwendete und verwendet seine eigenen Terminologien und Maßeinheiten. Zwischen diesen Bereichen gibt es oft technische Kompatibilitätsprobleme (siehe dazu auch „Gegenwärtige Entwicklung der Bildbearbeitung“), und es muss stets darauf geachtet werden, welche Techniken und Effekte der aktuellen Wiedergabe zugrunde liegen. Hinzu kommen rein rechnerische Unterschiede durch die Verwendung sowohl des angloamerikanischen Maßsystems als auch des Metrischen Systems.

### Auflösung

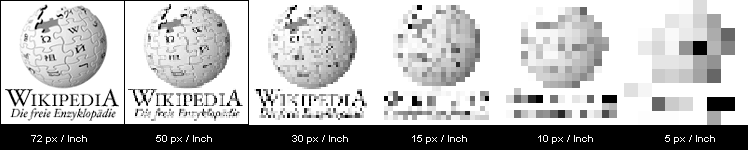
Qualitätsunterschiede bei der Wiedergabe von verschieden großen Grafikdateien. Die Pixel der Vorlagen müssen verkleinert (links) oder vergrößert (rechts) dargestellt werden.

Umgangssprachlich wird in allen oben genannten Bereichen oft nur der variantenreiche Begriff der „Auflösung“ verwendet.
Dabei ist im Einzelfall jedoch zu unterscheiden, ob es sich beispielsweise um Druckpunkte (englisch „dots“), Pixel, eine Anzahl Zeilen oder Spalten, eine Gesamtanzahl von Pixeln oder um eine rein rechnerische Größe (zum Beispiel mittels Interpolation) handelt.
Der gelegentlich verwendete Begriff „relative Auflösung“ bezieht sich auf die Pixeldichte in Rastergrafiken, da die Punktdichte eine absolute physikalische Größe ist und direkt gemessen werden kann.

### Punkt

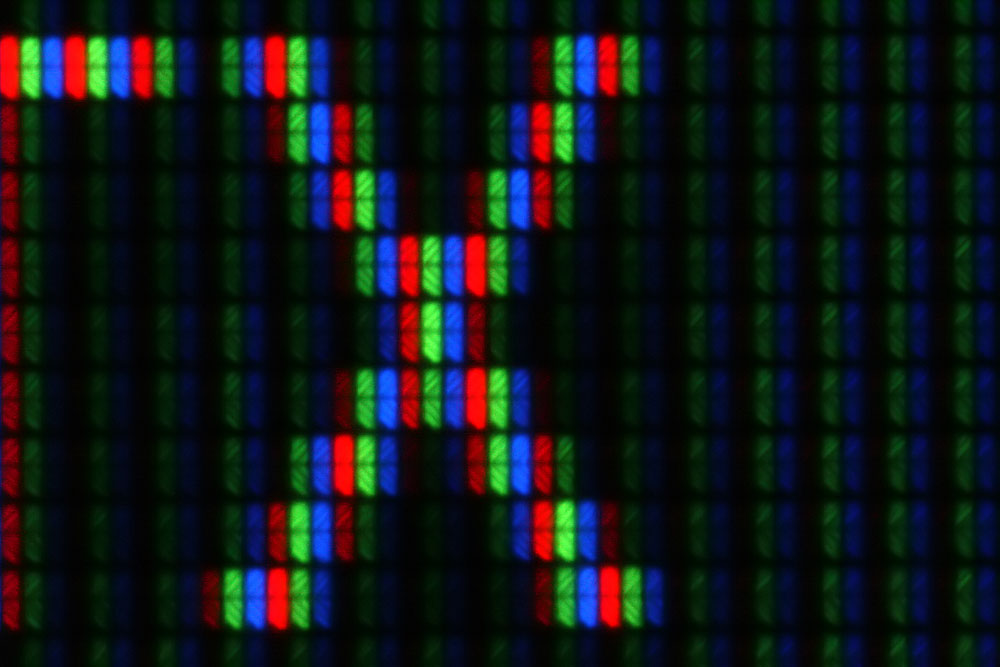
Punktraster eines LC-Displays. Die RGB-Punkte sind quadratisch und bestehen jeweils aus drei (nicht quadratischen) Subpunkten der Farben Rot, Grün und Blau. Durch Subpixel-Rendering stellen die eigentlichen Pixel hier keine sichtbaren Einheiten mehr dar.

Bei der Angabe einer Punktdichte muss aus dem Kontext klar hervorgehen, was im Einzelfall unter einem Punkt zu verstehen ist. Gemeint sein kann unter anderem:
- ein aus der Drucktechnik abstammendes Maß, siehe Punkt (Einheit)
- ein (beliebig farbiges) Pixel einer Vorlage (zum Beispiel einer Grafikdatei) hier passt besser der Begriff Pixeldichte;
- ein (beliebiger farbiger) Punkt einer Wiedergabe (zum Beispiel eines RGB-Punktes eines LCDs);
- ein einfarbiger Punkt bei der Wiedergabe (zum Beispiel Dot, Subpixel);
- ein beliebig farbiger Druckpunkt eines Spezialwiedergabeverfahrens, zum Beispiel Thermosublimationsdruck;
- ein einfarbiger Abtastpunkt eines optischen Sensors;
- ein beliebig farbiger Abtastpunkt eines Sensorsystems.

Die Unterscheidung ist wichtig, da zum Beispiel bei gängigen Druckverfahren auf ein Pixel mehrere Druckpunkte fallen und sich die Unterteilung direkt auf das Verhältnis Punkte pro Länge auswirkt. Ein Computerbildschirm hat bezüglich Subpixel horizontal die dreifache Auflösung wie vertikal.  Die Aufteilung der Pixel in verschiedenfarbige Wiedergabepunkte geschieht bei vielen bildgebenden Verfahren, zum Beispiel beim Vierfarbdruck, aber auch bei einem normalen Bildschirm. Dort verwendet man für die einfarbigen Wiedergabepunkte auch die Begriffe Subpixel, Segment oder Sample.

### Punktdichte

Beispielwiedergabe: Fisch (240 × 200 Pixel) mit „großen Bildpunkten“ (jeweils 10 × 10 Pixel)

- Der Punktdichte liegen folgende Definitionen zu Grunde: 1 dpi = 1 Punkt pro Zoll, (1 Zoll = 25,4 mm) Umgerechnet ergibt sich daraus 0,3937 Punkt pro cm
- 1 Punkt pro cm = 2,54 dpi (logische Umrechnung), Diese Einheit wird auch als dpc für dots per centimetre/centimeter bezeichnet.

#### Beispiel 1
Im angegebenen Beispiel der Fischgrafik rechts ergeben sich für die Bildschirmdarstellung der gelben und blauen „Punkte“ folgende Punktdichten:
- waagerecht: 24 Bildpunkte pro Länge a (240 Pixel)
- senkrecht: 20 Bildpunkte pro Länge b (200 Pixel)

(jeweils 11 ppi auf einem Bildschirm mit 110 dpi)
Bei üblichen Computermonitoren und Grafiken mit quadratischen Pixeln sind waagerechte und senkrechte Punktdichten identisch.
Die Punktdichte der Grafik kann dabei aus der Punktdichte des darstellenden Bildschirms (entsprechend seinen technischen Daten, z. B. 96 ppi) oder des Ausdrucks eines Druckers ermittelt werden. Die Grafik selbst (als Computergrafikdatei) hat keine Auflösung in dpi oder ppi, da sie unabhängig vom Darstellungsmedium existiert.

#### Beispiel 2
Eine Auflösung von 1200 dpi horizontal und 600 dpi vertikal entspricht (unter der Annahme, dass die Punkte nahtlos und flächig aneinandergrenzen) einer Punktgröße von 21,2 µm × 42,3 µm. „1200 dpi horizontal“ bedeutet, dass sich 1200 Punkte in der Horizontalen auf 25,4 mm verteilen. Demnach hat ein Punkt in der Horizontalen eine Kantenlänge von
25,4 mm ÷ 1200 = 0,0212 mm = 21,2 µm.
Da die Auflösung in der Vertikalen nur 600 dpi beträgt, ist hier ein Punkt doppelt so „lang“, nämlich
25,4 mm ÷ 600 = 0,0423 mm = 42,3 µm.
Für einen einzigen solchen Punkt ergibt sich eine Gesamtfläche von
21,2 µm × 42,3 µm = 897 µm².

## Anwendungen
Im Folgenden sind einige gängige Verfahren aufgeführt, in denen die Rasterung eine wesentliche Rolle spielt (Tabelle Typische Punktdichten).

### Vierfarbdruck
Für den Vierfarbdruck wird jedes Pixel entsprechend seiner Farbe in Druckpunkte (englisch dots) der vier Prozessfarben (CMYK) aufgelöst. Je feiner die Halbton-Druckraster aufgelöst sind (Punktdichte), umso besser vermischen sich diese Druckpunkte im Ergebnis für das menschliche Auge.

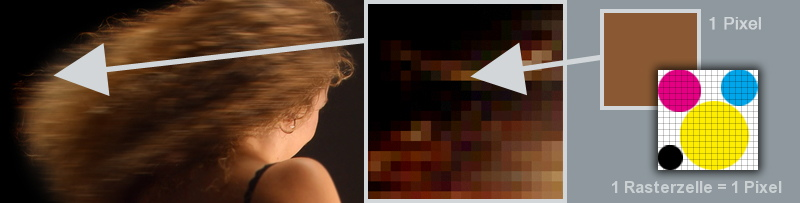
Beim Vierfarbdruck vermischt das Auge die einzelnen, sehr feinen Druckpunkte zu einer neuen, dem ursprünglichen Pixel ähnlichen Farbe

| Anwendung                                                                           | Punktdichte        |
| ----------------------------------------------------------------------------------- | ------------------ |
| Tageszeitung, 1993 (Weite des Halbtonrasters)                                       | 75–85 lpi          |
| Moderne Tageszeitung (Weite des Halbtonrasters)                                     | 150 lpi            |
| Laserdrucker                                                                        | 1200 dpi           |
| Tintenstrahldrucker                                                                 | 1200 dpi           |
| Foto-Ausbelichtung                                                                  | 300 ppi            |
| Thermosublimationsdrucker                                                           | 300 bis 400 ppi    |
| Flachbettscanner                                                                    | 1200 ppi           |
| Kleinbild-Film (ungefähres Äquivalent zwischen Filmkorn und angenommener Rasterung) | 2000–10.000 ppi    |
| Hochwertiger Filmscanner                                                            | 4800 ppi           |
| Diabelichtung 4K/8K (bei Kleinbild-Dias)                                            | 2900/5800 ppi      |
| Computermaus (Dichte erfassbarer Einzelschritte)                                    | 400 bis 16.000 dpi |

### Ausbelichtung auf Fotopapier
Bei einer Ausbelichtung auf foto-chemischem Papier entsteht kein sichtbares Druckraster. Die maximal erreichbare Wiedergabequalität wird vom optischen Belichtungsprozess sowie von den chemischen und physikalischen Papiereigenschaften (z. B. Korngröße, Oberflächenbeschaffenheit) bestimmt.

### Scanner
Scanner erfassen eine Vorlage in der Regel nach einem Rasterverfahren, zeilen- und punktweise. Aus der Historie heraus wird die Abtastdichte in Bildpunkten pro Zoll (dpi) angegeben, da sie früher fast ausschließlich in der Druckvorstufe und für einen späteren Druck verwendet wurde. Scans sind heute üblicherweise auf Pixel bezogen, so dass auch die Einheit „ppi“ Verwendung findet.
Siehe auch: Fax

### Digitalkamera
Die Detailgenauigkeit von digital aufgenommenen Fotos wird meist durch die Gesamtanzahl der aufgenommenen Pixel des Sensors („Bildgröße“ des Sensors in Megapixel) angegeben.
Zu beachten ist, dass auch andere (optische und elektrische) Komponenten in der Kamera die erzielbare Bildqualität wesentlich mitbestimmen und beschränken.

### Bildschirm
Bei Bildschirmen sind für die Detailgenauigkeit der Wiedergabe im Wesentlichen die folgenden Werte von Bedeutung:
- die Anzahl Bildpunkte in horizontaler und in vertikaler Richtung, jeweils in Pixeln
- die Kantenlänge dieses sichtbaren Bildbereichs in cm bzw. Inch

Daraus errechnet sich für die Waagrechte und die Senkrechte jeweils eine Punktdichte (Wiedergabeauflösung) in Pixel pro Inch (ppi):
{\displaystyle d_{\text{p}}={\sqrt {w_{\text{p}}^{2}+h_{\text{p}}^{2}}}}
{\displaystyle ppi={\frac {d_{\text{p}}}{d_{\text{i}}}}}
- {\displaystyle d_{\text{p}}} ist die Anzahl Bildpunkte in diagonaler Richtung in Pixeln,
- {\displaystyle w_{\text{p}}} ist die Anzahl Bildpunkte in horizontaler Richtung in Pixeln,
- {\displaystyle h_{\text{p}}} ist die Anzahl Bildpunkte in vertikaler Richtung in Pixeln und
- {\displaystyle d_{\text{i}}} ist die diagonale Länge des sichtbaren Bildbereichs in Inches. (Bildschirmgröße in Zoll, zum Beispiel 22".)

In der Praxis unterscheiden sich die Geräte in beiden Klassifizierungen. Insbesondere der oft genannte Wert von „72 ppi“ (für „RGB-Pixel“) ist nicht für alle Geräte zutreffend.
Beispiele:
- Ein 20-Zoll-Bildschirm (50,8 cm Diagonale) mit 1680 × 1050 Bildpunkten hat 99,06 ppi.
- Ein 10,1-Zoll-Netbook-Bildschirm (25,65 cm Diagonale) mit 1024 × 600 Bildpunkten hat 118 ppi.
- Ein 9,7-Zoll-Bildschirm (24,6 cm Diagonale) mit 2048 × 1536 hat 264 ppi.
- Ein 4,8-Zoll-Bildschirm (12,2 cm Diagonale) mit 1280 × 720 hat 306 ppi.
- Ein 3,5-Zoll-Bildschirm (8,9 cm Diagonale) mit 960 × 640 hat 329,65 ppi.

### Computermaus
Bei Computermäusen wird zur Angabe einer Führungsgenauigkeit die Anzahl erfassbarer kleinster Einzelschritte pro Längeneinheit gegeben. Die übliche Einheit dafür ist dpi, cpi („counts per inch“) oder ppi („pulses per inch“), da sie auf Schritte und nicht auf Druckpunkte bezogen ist.

### Pixeldichte einer Grafikdatei
Die Wiedergabequalität im Sinne von Detailreichtum von Rastergrafik-Dateien (beispielsweise im JPEG- oder PNG-Format) hängt im Wesentlichen vom Wiedergabeverfahren sowie der Bildgröße der Grafik in (Mega-)Pixeln ab.
Die Grafikdaten selbst besitzen keine inhärente qualitätsbestimmende Punktdichte. Wohl aber kann in den Metadaten (z. B. EXIF-Einträgen) eine Pixeldichte angegeben werden, die – zusammen mit den Abmessungen in Pixeln – physische Abmessungen (beispielsweise gewünschte Ausgabeabmessungen oder tatsächliche Originalabmessungen) repräsentiert. Beispiele: Die Grafikdaten eines Fotos haben 1800 × 1200 Pixel, die Metadaten nennen 300 Pixel je Zoll; dies ergebe eine physische Größe von 6 Zoll × 4 Zoll (ca. 15 cm × 10 cm). Eine Vorlage mit 8 Zoll × 12 Zoll (ganz grob A4-Format) nehme in der Ausgabedatei eines Scannprogramms eine Fläche von 4800 × 7200 Pixeln ein, weil der Scanner mit 600 dpi gescannt habe; durch die 600 in den Metadaten könne auf die ursprüngliche Abmessung der gescannten Vorlage geschlossen werden.
Zu beachten ist, dass vielfach mehr oder weniger sinnvolle Defaultwerte in den Metadaten abgelegt werden. Auch ist bei der Bearbeitung zu beachten, dass es von der vorliegenden Software abhängt, was mit Größe 100 % gemeint ist. Eine Bedeutung ist, dass ein Pixel der Grafikdaten auf einen Punkt am Monitor abgebildet wird (typischerweise bei Grafikprogrammen); die Werte aus den Metadaten werden hierbei nicht beachtet. Eine andere ist, dass eine Skalierung anhand der Metadaten erfolgt, so dass das physische Format auf dem Ausgabemedium angestrebt wird (zum Beispiel bei Fotos in Texten bei der Textverarbeitung).
Neben Grafikdateien mit Pixelraster gibt es auch Grafikdateien ohne Pixelraster: die Vektorgrafiken. Hierbei treten zwar – je nach Dateiformat – Pixel als Maßeinheit für Koordinaten in Erscheinung. Da aber Kommazahlen als Koordinatenwerte auftreten können, wird damit kein Raster begründet.

## Pixeldichte-Transformation
Um eine gerasterte Vorlage einem gerasterten Wiedergabeprozess anzupassen, müssen die Ausgangsdaten transformiert (skaliert) werden. Die folgenden Fälle sind möglich:
- Umsetzung 1:1, d. h., die Größe der Vorlage (in Pixeln) entspricht genau der der Ausgabe. Beispiel: einfache Matrixanzeige
- Verkleinerung, d. h., die Größe der Vorlage (in Pixeln) ist größer als die der Ausgabe. Beispiel: 5-MP-JPG-Datei, dargestellt auf dem LCD der Kamera
- Vergrößerung, d. h., die Größe der Vorlage (in Pixeln) ist kleiner als die der Ausgabe. Beispiel: 1-MP-Foto, dargestellt auf einem LC-Bildschirm der Größe 1600 × 1200 Pixel (1,9 MP)

Die Umsetzung erfolgt dabei fast immer mittels Interpolation zur Errechnung ursprünglich nicht vorhandener Bildpunkte. Vergleiche hierzu auch Schärfe/Interpolation.

## Quelle
1. ↑  Mattias Nyman: Four Colors/One Image – Getting Great Color Output with Photoshop, QuarkXPress, and Cachet. Peachpit Press, Berkeley, California 1993, ISBN 1-56609-083-0, S. 5, „Recommended screen frequencies for offset printing; suitable for Newspaper, board“.